# جورج هيل (مخرج)
جورج هيل (بالإنجليزية: George W. Hill)‏ هو مصور سينمائي ومخرج أمريكي، ولد في 25 أبريل 1895 في دوغلاس في الولايات المتحدة، وتوفي في 10 أغسطس 1934 في فينسيا في الولايات المتحدة بسبب حادث مرور.

## وصلات خارجية
- جورج هيل على موقع IMDb (الإنجليزية)
- جورج هيل على موقع ألو سيني (الفرنسية)
- جورج هيل على موقع أول موفي (الإنجليزية)
- جورج هيل على موقع قاعدة بيانات الأفلام السويدية (السويدية)
- جورج هيل على موقع إن إن دي بي (الإنجليزية)
- جورج هيل على موقع قاعدة بيانات الفيلم (الإنجليزية)
- جورج هيل على موقع كينوبويسك (الروسية)